# Marta Mangué
Marta Mangué González (23. april 1983) er en spansk håndboldspiller, der spiller for Bourg-de-Péage Drôme Handball og Spaniens kvindehåndboldlandshold. Hun stammer fra Las Palmas de Gran Canaria. Hun spillede tidligere fire sæsoner for den danske klub Team Esbjerg.

## Landshold
Hun vandt guld med det spanske landshold ved Middelhavslegene 2005 i Almería.
Hun deltog ved EM i 2008 i Makedonien, hvor Spanien slog Tyskland i semifinalen og endte med at vinde sølvmedaljer efter at have tabt finalen til Norge. Hun sluttede i top 10 på turneringens topscoreliste
Hun er den mest scorende og har spillet flest landskampe for det spanske kvindelandshold nogensinde.

### OL
Marta Mangué har deltaget for Spanien ved tre olympiske lege. Første gang var ved OL 2004 i Athen, hvor Spanien nåede til kvartfinalen og sluttede samlet set som nummer seks.
Hendes andet OL var i 2012 i London, hvor Spanien efter en tredjeplads i gruppespillet vandt over Kroatien i kvartfinalen, inden det blev til et knebent nederlag i semifinalen til Montenegro i semifinalen. Til gengæld besejrede de Sydkorea i kampen om tredjepladsen og fik dermed bronze.
Ved OL 2016 i Rio de Janeiro blev Spanien igen nummer tre i gruppespillet, men tabte derpå til Frankrig i kvartfinalen efter forlænget spilletid og endte på sjettepladsen.